# Jaszcz

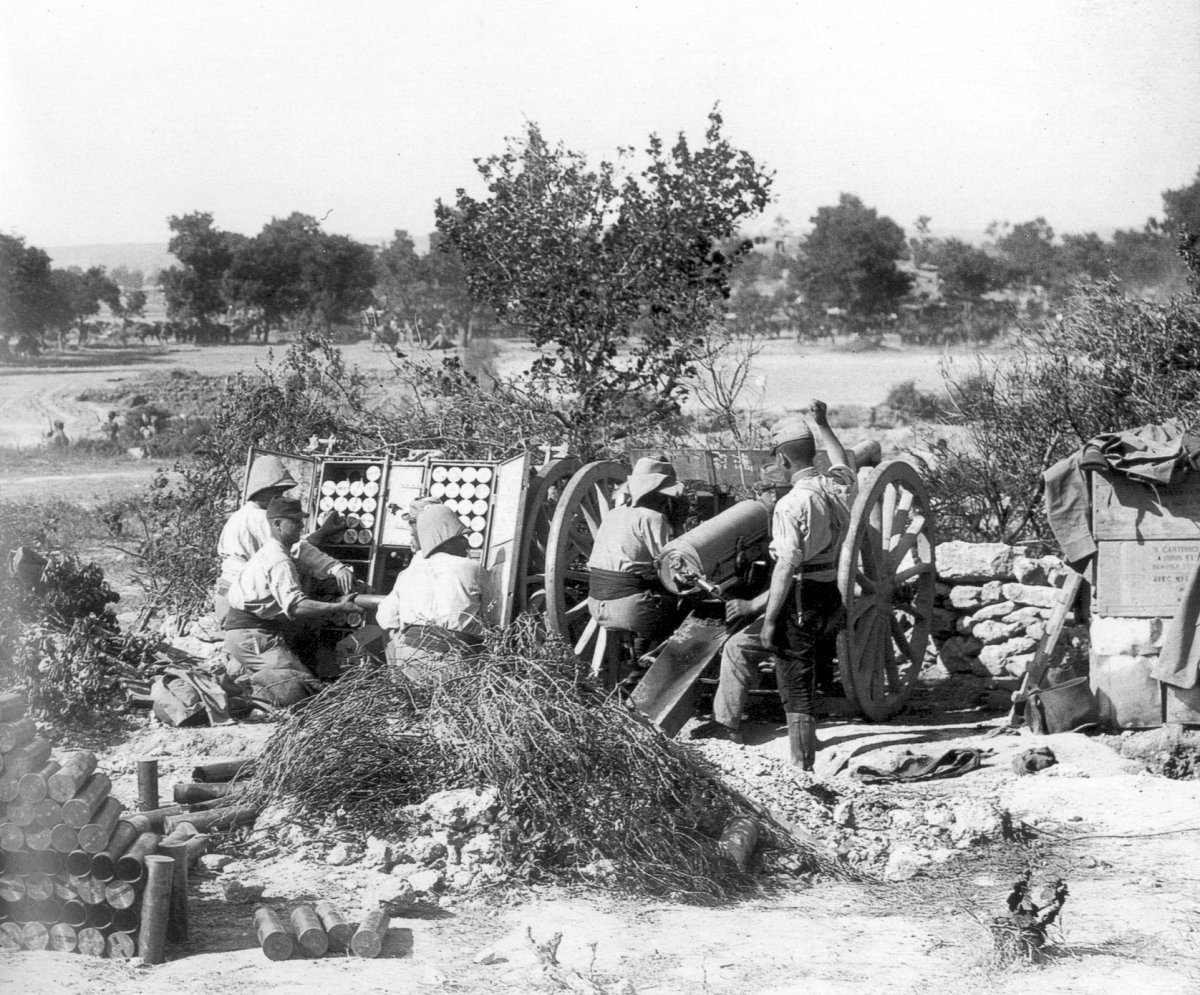
Jaszcz gniazdowy i działo francuskie Canon de 75 mle 1897 Schneider z I wojny światowej

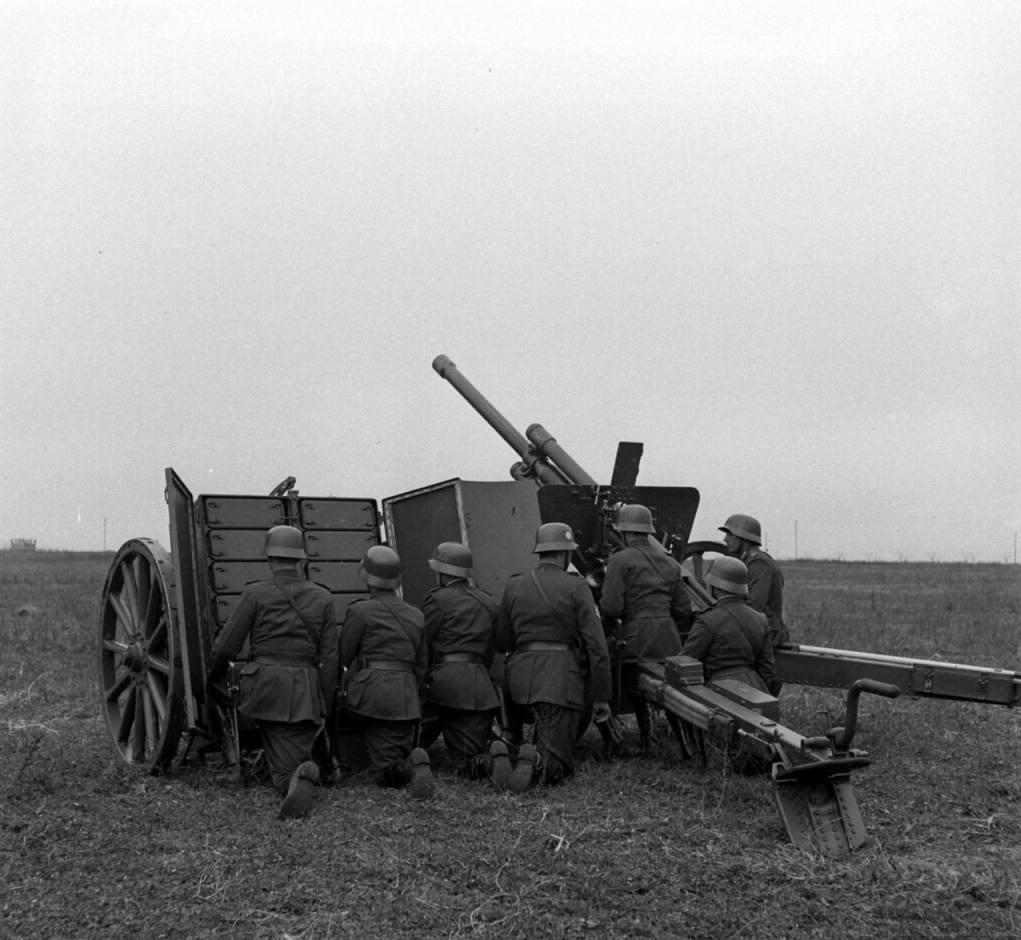
Jaszcz i działo Bofors 75 mm M35 L40 w armii argentyńskiej, lata 30 XX w.

Jaszcz – jednoosiowy pojazd służący, przede wszystkim w artylerii konnej, do przewożenia amunicji artyleryjskiej. 
Jaszcz był podczepiany do przodka. Przy lżejszych działach nie stosowano odrębnego jaszcza. Jego rolę pełnił przodek zawierający zapas amunicji. Jaszcze rzadziej używane były w artylerii motorowej. Zwykle zapas amunicji przewożony był samochodem ciężarowym lub ciągnikiem artyleryjskim, albo na przyczepie amunicyjnej. We współczesnej artylerii z reguły nie używa się jaszczy.
Stosowano różne rodzaje jaszczy, w zależności od metody transportu amunicji. W jaszczu gniazdowym naboje wkładane były pionowo do odrębnych przegródek w skrzyni jaszcza. W położeniu bojowym jaszcz taki zazwyczaj stawiany był na tylnej ściance co ułatwiało wyjmowanie naboi. Jaszczyk jest również dawnym odpowiednikiem funkcji sprawowanej w wojsku przy obsłudze jaszcza.